# Marienbrunnen (Eupen)

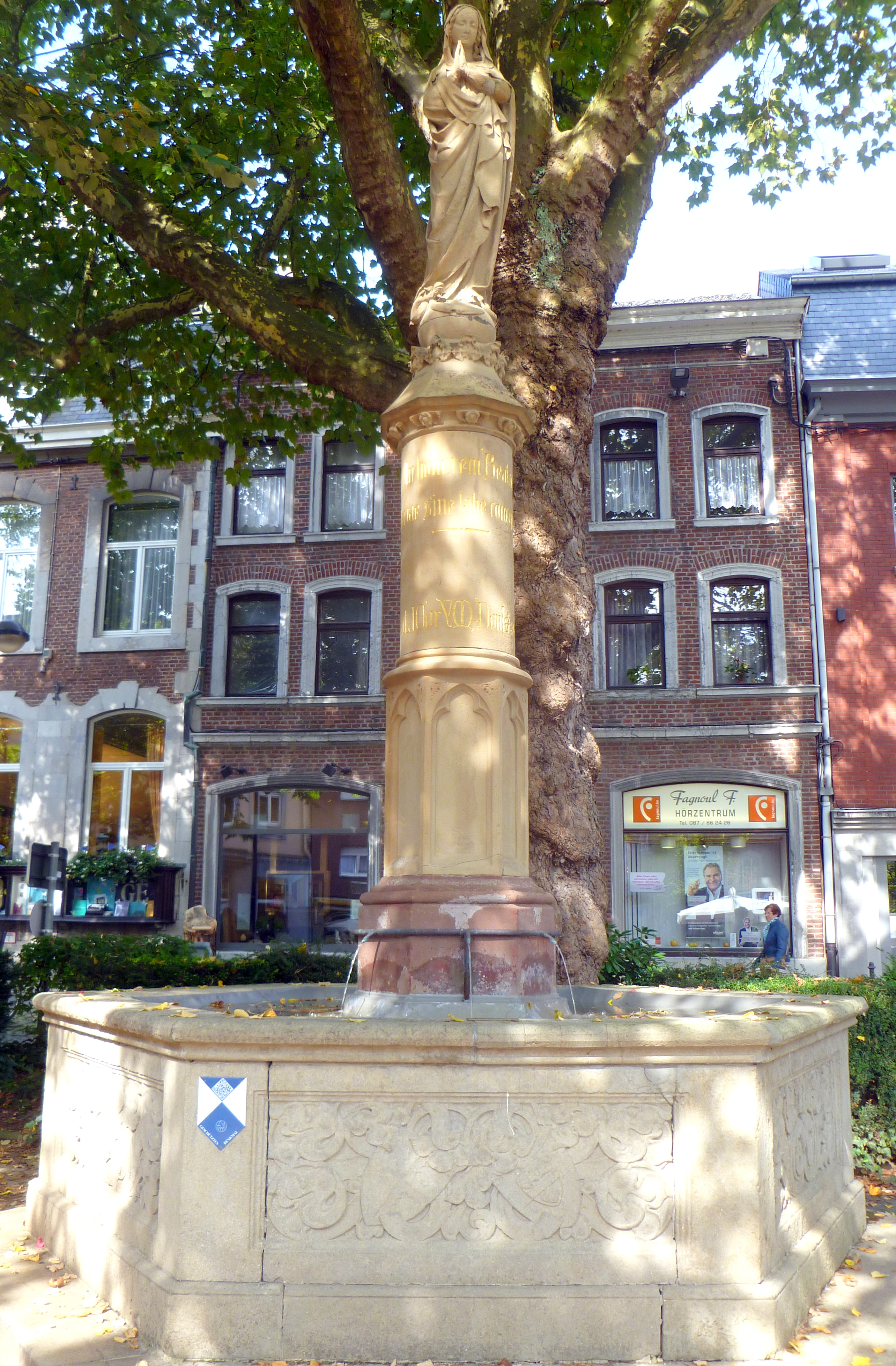
Marienbrunnen mit Mariensäule

Der Marienbrunnen mit der Mariensäule ist ein geschütztes Denkmal auf dem Marktplatz in Eupen. Es wurde 1857 nach Plänen des Kölner Architekten Vincenz Statz von dem Aachener Bildhauer Christian Mohr im neugotischen Stil errichtet. Im Rahmen einer grundlegenden Restaurierung im Jahr 1913 wurde der Brunnen von dem Eupener Bildhauer Christian Stüttgen neu gestaltet.

## Geschichte
Nachdem Papst Pius IX. 1854 die Unbefleckte Empfängnis Marias zum Dogma erhoben hatte, wurde auf Initiative des Eupener Bürgermeisters Peter Becker und der Bevölkerung eine neue Marienfigur auf einer Säule thronend mit einem Wasserbrunnen in Auftrag gegeben, die im Jahr 1857 eingeweiht werden konnte.
Als die Marienfigur ca. 25 Jahre nach Erstellung herunterzustürzen drohte, wurde 1882 auf Anregung der christlichen Fraktion im Eupener Stadtrat Constantia die Säule erstmals restauriert. Zugleich wurde sie um einige Meter ostwärts auf dem Marktplatz versetzt, wo bereits in preußischer Zeit jährlich die Abschlussfeier der Fronleichnamsprozession stattfand, und erhielt drei im Kreis angeordnete neue Brunnenbecken aus der Werkstatt von Wilhelm Pohl aus Aachen. Im Jahr 1910 erwog der Stadtrat, in unmittelbarer Nähe des Marienbrunnens das neu geplante Kriegerdenkmal zu errichten, doch nach langen Diskussionen einigte man sich für dieses Objekt auf den Werthplatz. 1913 erfolgte eine weitere umfangreiche Restaurierung der Mariensäule, im Zuge deren die alte Dreifach-Brunnenanlage entfernt und durch einen neuen sechseckigen Brunnentrog um die Säule herum ersetzt wurde, so dass sich diese nunmehr bis zum heutigen Tag im Zentrum des Brunnens befindet. Zu diesem Anlass wurde ein „Marien-Denkmal-Komitee“ gegründet, das sich für die Pflege und den Erhalt des Denkmals einsetzte und noch immer einsetzt. Am 17. August 1913 wurde die neu gestaltete Denkmalanlage mit zahlreichen zivilen und kirchlichen Vereinen und Ehrengästen und einem großen Stadtfest feierlich eingeweiht.
Der in Eupen lebende Maler und Grafiker Alfred Holler schätzte die Bedeutung des Denkmals sehr und brachte am 5. Juni 1931 die erste Briefmarke in dunkelgrüner Farbe mit dem Motiv des Marienbrunnens in Eupen heraus. Sie hatte den Wert von 2,45 Franc und erschien im Michel-Katalog mit der Nummer 304. Seit etwa 1954 lässt die Stadtverwaltung die Denkmalanlage mit reichlich Blumenschmuck und besonders zu Ostern und zu Weihnachten mit Oster- bzw. Adventsschmuck verzieren. Schließlich wurden am 25. März 1983 Marienbrunnen und Mariensäule in das Eupener Denkmälerverzeichnis aufgenommen.

## Beschreibung

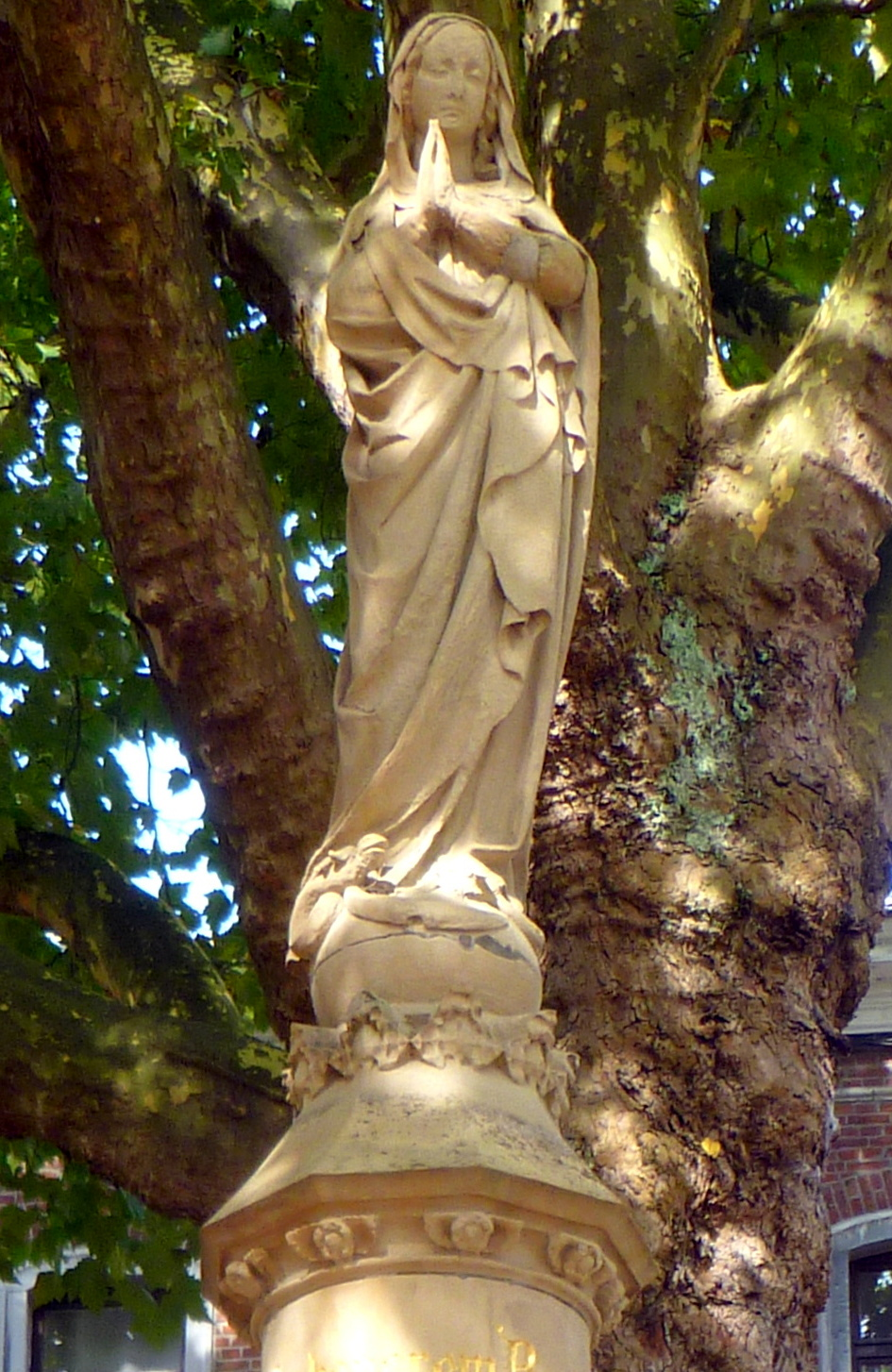
Marienfigur
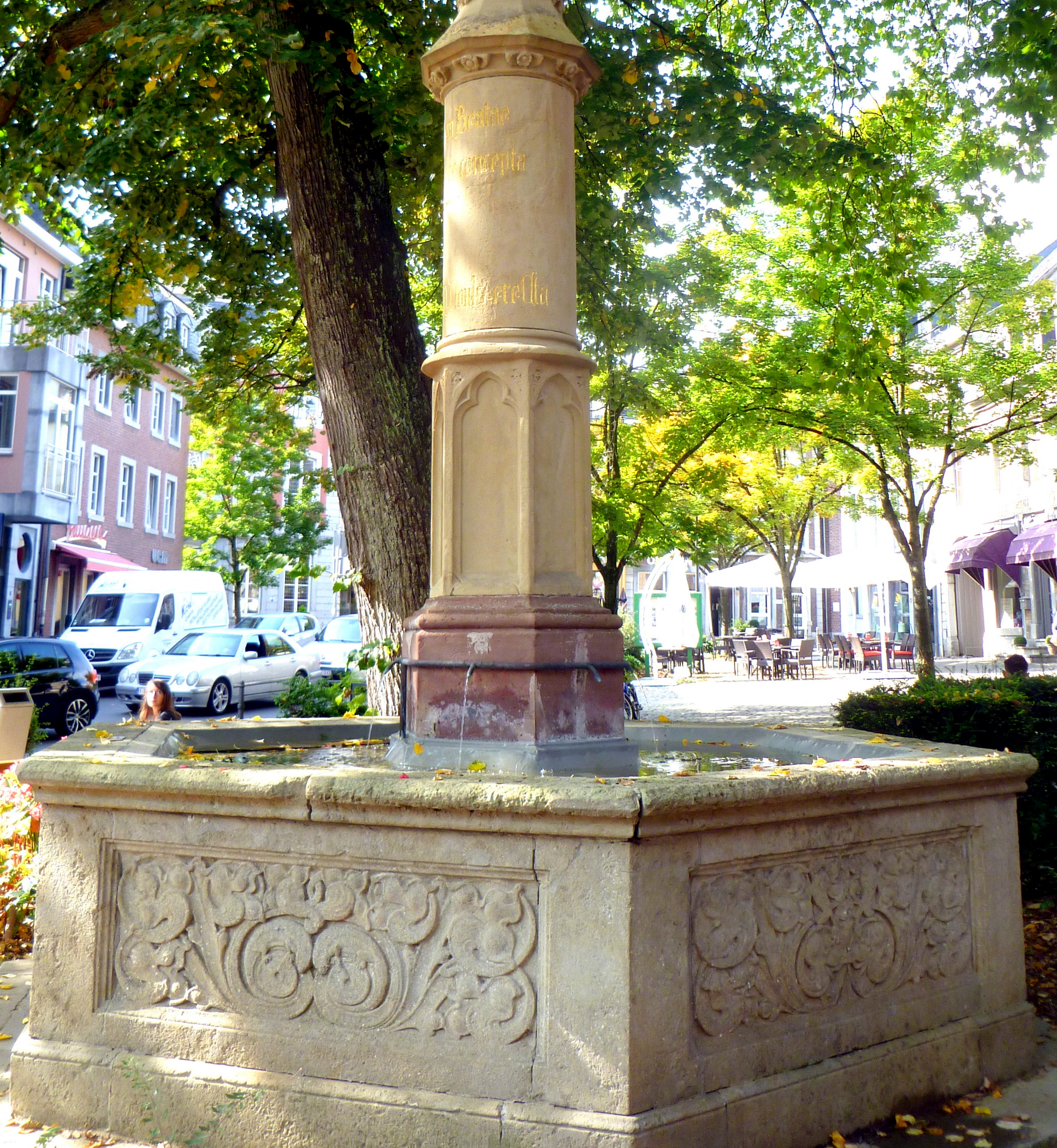
Brunnenbecken und Säulenmittelteil

Die insgesamt 5,60 m hohe und schmale Säule mit der Marienskulptur, die anfangs auf einem zweistufigen Unterbau mit drei im Kreis angeordneten Brunnenbecken angebracht war, wurde aus gelbem Sandstein erstellt. Sie besteht aus einem sechseckigen Sockel mit Blendmaßwerk, der in einen zylindrischen Aufbau übergeht, auf den auf einem mit Rosen verzierten Aufsatz die Marienfigur aufgesetzt ist. Maria steht mit gefalteten Händen auf einer Kugel und entspricht mit ihrer Haltung und dem Faltenwurf ganz dem neugotischen Stil. Auf dem zylindrischen Aufbau ist der Text: „in honorem Beatae – Mariae sine labe concepta – CathoLICorVM DonIs ereCta“ („Zu Ehren der seligen, ohne Erbsünde empfangenen Maria errichtet mit den Gaben der Katholiken“) eingraviert, der später mit Goldfarbe nachgezogen wurde; das Chronogramm zeigt die Jahreszahl 1857.
Der auf Stufen aus Blaustein errichtete neue Brunnentrog aus dem Jahre 1913 besteht aus Dolomitgestein. Er hat einen Durchmesser von 3,50 m und die sechs Seitenwände des Beckens haben eine Länge von 1,79 m bei einer Höhe von 0,96 m. Mit seiner massigen Gestalt steht der Brunnentrog in einem wirkungsvollen Kontrast zu der schlanken und schlichten Säule in seinem Zentrum.
Die Außenseiten der Beckenplatten sind mit Flachreliefs versehen, auf deren vorderer Südostseite Pflanzenranken mit den Wappen der Stadt Eupen (gezacktes Kreuz) und des Erzbischofs von Köln, Felix von Hartmann, (drei Blüten mit Band und Herz) dargestellt sind. An der Südseite sind Pflanzenranken mit zwei Fischen und an der Südwestseite Pflanzenranken mit zwei Tierbeinen (Krallen von Greifvögeln) angebracht. Die rückseitige nordwestliche Platte zeigt Pflanzenranken mit drei Inschriften-Bändern und drei darüber liegenden Rosen. Im oberen dieser Bänder ist „Segne uns Maria“, im mittleren „Bürger Eupens“ – „schufen dies Werk“ sowie im unteren „19“ – „13“ eingraviert.